# ラウール・ヴェルレ

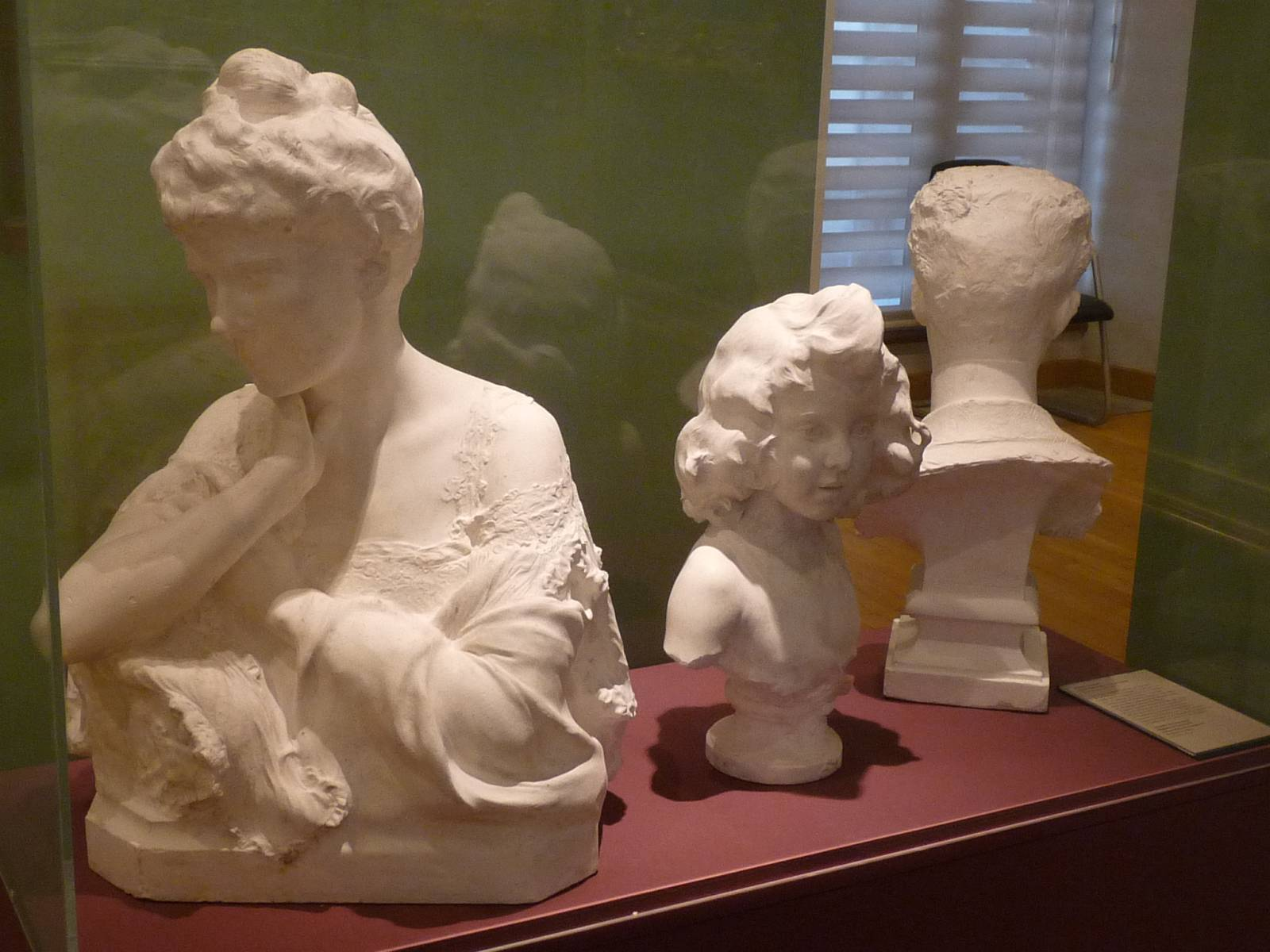
アングレーム美術館のヴェルレの作品

ラウール・ヴェルレ（Raoul Verlet、 1857年9月7日 - 1923年12月1日）はフランスの彫刻家である。. 

## 略歴
シャラント県のアングレームの墓地の管理人の息子に生まれた。1884年から1886年の間、ボルドーで彫刻を学んだ後、パリ国立高等美術学校に入学し、4年間、ピエール＝ジュール・カヴァリエとルイ＝エルネスト・バリアスに学んだ。出身地のアングレームで賞を得て、奨学金が与えられた。
普仏戦争で亡くなったシャラントの人々の記念碑デザインのコンペティションに参加し、アレクサンドル・ファルギエールやアントナン・メルシエ、 ピエール・ピュヴィス・ド・シャヴァンヌ、ジャン＝レオン・ジェローム、エマニュエル・フレミエ 、ジュール・ダルーといった錚々たる審査員たちによって、ヴェルレは選ばれ、「 La Patrie vaincue mais non abattue」というタイトルの作品を制作した。1897年にも、シャトールーの記念碑のコンペにも選ばれた。
彫刻家としての人気が高まり、パリやルーアン、マルセイユなどの核都市から銅像や記念碑の注文を受けた。有名な作品にはアングレームにある暗殺された大統領、マリー・フランソワ・サディ・カルノーの記念碑(1897年)や、パリのモンソー公園のギ・ド・モーパッサンの像などがある。
1890年代から1910年までは妻の故郷のノルマンディーのルーヴィエに住み、ウール県の芸術愛好協会「Société des Amis des Arts de l'Eure」の会長を務めた,。パリのスタジオは維持し、パリの私立美術学校、アカデミー・ジュリアンで教え、1905年からパリ国立高等美術学校の教授を務め、1910年にフランス学士院の会員になった。1910年代に南米のコロンビアに多くの独立の英雄の像を制作した。
息子のポール・ヴェルレ(Paul Verlet: 1890-1922)は詩人になった。
レジオンドヌール勲章は1893年にシュヴァリエ、1900年にオフィシエを受勲した。

## 作品

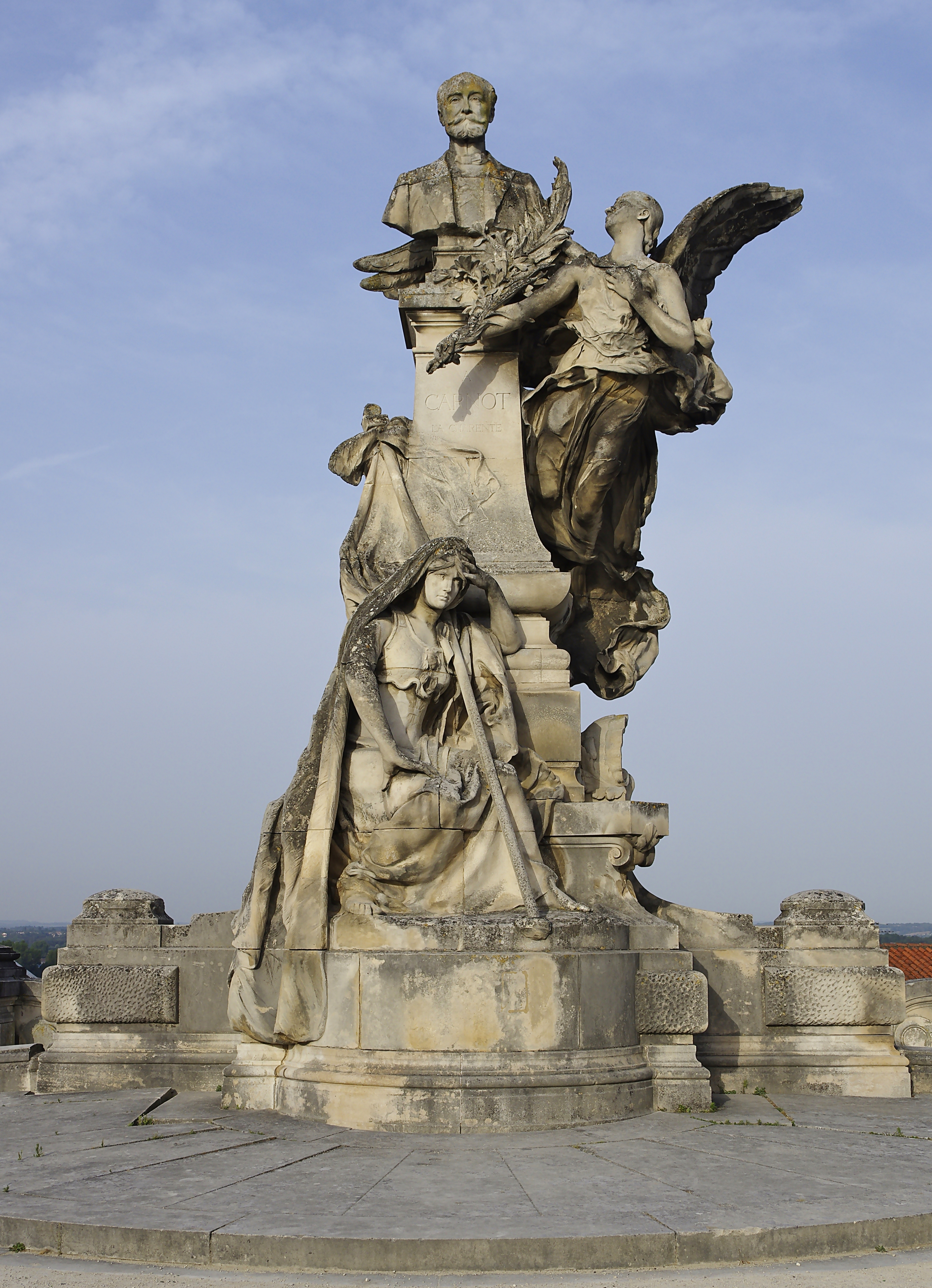
マリー・フランソワ・サディ・カルノーの記念碑
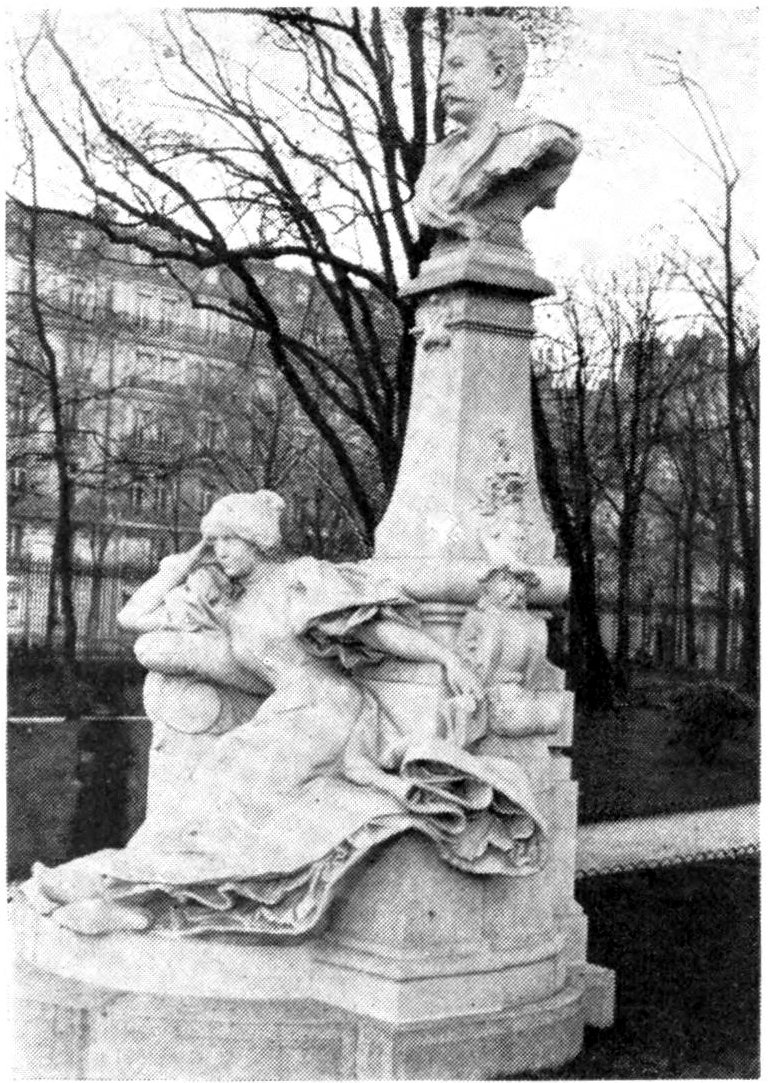
ギ・ド・モーパッサンの像、モンソー公園
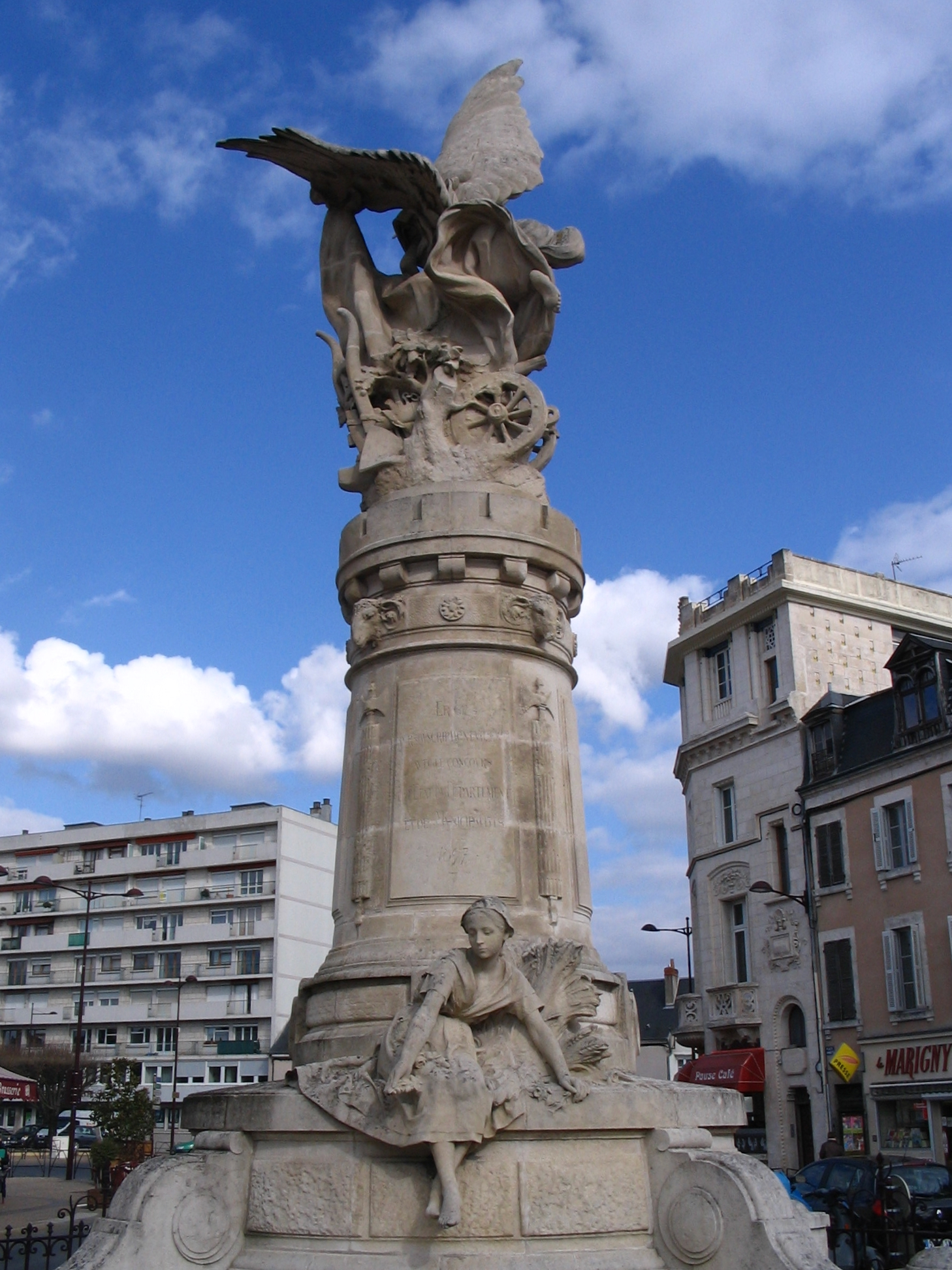
シャトールーの戦争記念碑
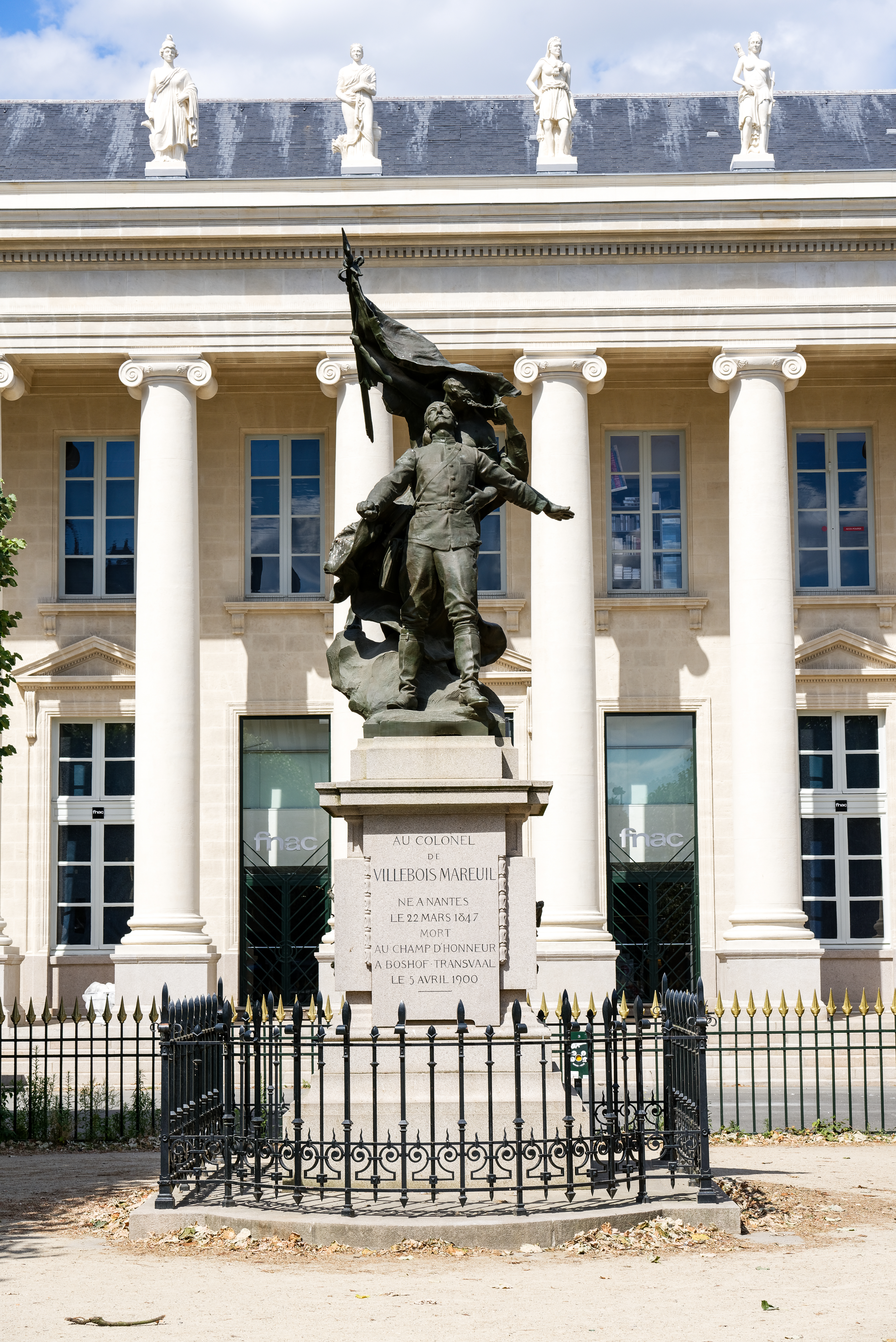
George de Villebois-Mareuil-ボーア戦争の義勇兵